# Saison 3 des Vacances de l'amour
Chronologie
Saison 2 Saison 4
Cet article présente la troisième saison de la série télévisée Les Vacances de l'amour.

## Distribution

### Acteurs principaux (dans l'ordre d'apparition au générique)
- Patrick Puydebat : Nicolas Vernier (épisode 1 à 26 , 28 à 44 , 50 et 53 )
- Laure Guibert : Bénédicte Breton (épisode 1 à 53)
- Philippe Vasseur : José Da Silva (épisode 1 à 10 , 12 , 14 à 18 , 21 à 23 et  27 à 29)
- Rochelle Redfield : Johanna McCormick (épisode 1 à 21 , 26 , 27 , 32 , 33 , 37 à 41 , 43 , 45 , 49 à 51 et 53)
- Tom Schacht : Jimmy Werner (épisode 1 à 21 , 23 et 26 à 53)
- Isabelle Bouysse : Jeanne Garnier (épisode 1 à 53)
- Mike Marshall : Captain Oliver (épisode 1 à 3 , 5 à 15 , 17 à 19 , 23 à 35 , 37 , 39 à 44 et 50 à 53)

### Acteurs récurrents
- Laly Meignan : Laly Polleï (épisode 22 à 25 , 31 , 34 à 36 , 44 et 46 à 48)
- Olivier Casadesus : Olivier Legendre (épisode 10 et 13)
- Karine Lollichon : Nathalie (épisode 10 et 13)
- Thierry Liagre : Capitaine Roger Garcia (épisode 8 à 11 , 15 , 17 à 22 , 25 à 30 et 53)
- Claude Sese : Capitaine Le Guennec
- Christian Sinniger : Capitaine Derek (épisode 1 à 3 , 5 , 8 et 12)
- Rody Benghezala : Lieutenant Franck Boudarou (épisode 5 , 9 , 11 à 13 , 20 , 21 et 37)
- Éric Dietrich : Bruno Dupuis (épisode 40 , 44 à 49 et 51 à 53)
- Paul-Étienne Bonnet : Paul-Étienne Kirk (épisode 37 , 38 , 42 et 43 )
- Franck Neel : Frank Nevel (épisode 24 , 25 et 31 )

## Liste des épisodes
1. Week-end explosif
2. Le radeau de la méduse
3. Money
4. Paparazzi
5. Un père et manque
6. Gala
7. L'amour est aveugle
8. Kidnapping
9. Coup de folie
10. La traque
11. Tueur en séries
12. Témoin
13. Un passé encombrant
14. Rencontres
15. Panique
16. Lia
17. Le catamaran
18. Le casse
19. Mourir un jour ou l'autre
20. La filière
21. L'amnésique
22. La belle et le playboy
23. Sarah
24. Des vacances exceptionnelles
25. La rançon
26. L'enfant perdu
27. Double jeu
28. L'angoisse des profondeurs
29. Amour fou
30. La main dans le sac
31. Samouraï
32. Pirates
33. Le neveu
34. Main mise
35. Une affaire étouffée
36. Champion
37. Lune de miel
38. Accident
39. De bien sales draps
40. Paradisio
41. Le magicien
42. La cible
43. La rançon sans la gloire
44. Rêve d'enfant
45. Passion dangereuse
46. Graine de violence
47. Tapis rouge
48. La puce et les deux cerveaux
49. Ça tourne mal
50. Poker tueur
51. Femmes fatales
52. Le trésor ou la vie
53. Deal mortel

### Épisode 1:Week-end explosif
- Christian Sinniger
- Claudine Ancelot
- Anthony De Baeck
- Philippe Baronnet
- Gilles Bellomi
- Alice Bensimon

### Épisode 2:Le radeau de la méduse
- Christian Sinniger
- Diane Robert

### Épisode 3:Money
- Christian Sinniger
- Patrick Alaguerateguy
- Virginie Desarnauts
- Patrice Juiff
- Nicolas Parienty

### Épisode 4:Paparazzi
- Pierre Charras
- Carole Dechantre
- Hervé Jouval
- Michel Lebret
- Jean-Baptiste Marcenac
- Benoît Solès

### Épisode 5:Un père et manque
- Christian Sinniger
- Arnaud Arbessier
- Rody Benghezala
- Agathe Kimelman
- Maria Laborit

### Épisode 6:Gala
- Pascal Decolland
- Sylvaine Duc
- Glyslein Lefever
- Sabine Petit
- Sevy Vilette

### Épisode 7:L'amour est aveugle
- Aurélie Berry
- Jean Dalrie
- Laurent Jumeaucourt
- Vanessa Wagner

### Épisode 8:Kidnapping
- Christian Sinniger
- Thierry Barthe
- Agnès Blanchot
- Patrick Massiah
- Tedom Ngoyo
- Jean-François Prévand

### Épisode 9:Coup de folie
- Thierry Liagre
- Rody Benghezala
- Bass Dhem
- Jean-Pierre Granet
- Donat Guibert
- Pierre Londiche
- Florine Wattez

### Épisode 10:La traque
- Thierry Liagre
- Philippe Collin
- Hugues Descarpentries
- Étienne Draber
- Tedon Ngoyo
- Didier Terron

### Épisode 11:Tueur en séries
- Thierry Liagre
- Rody Benghezala
- Patrick Laplace

### Épisode 12:Témoin
- Christian Sinniger
- Arnaud Arbessier
- Rody Benghezala
- Agathe Kimelman
- Maria Laborit
- Guy Piérauld (dans le rôle de Rodolphe Lambert)

### Épisode 13:Un passé encombrant
- Christophe Allwright
- Rody Benghezala
- Christian Baltauss
- Valérie Magana
- Patricia Malvoisin

### Épisode 14:Rencontres
- Michel Robbe

### Épisode 15:Panique
- Thierry Liagre
- Michel Modo

### Épisode 16:Lia
- Elsa de Breyne
- Gary Cowan
- Stéfan Godin
- Tedom Ngoyo
- Michel Scotto di Carlo
- Gérard Thirion

### Épisode 17:Le catamaran
- Thierry Liagre
- Olivier Peissel
- Christian Bobet

### Épisode 18:Le casse
- Thierry Liagre
- Thierry Buisson
- Pierre Deny
- Thierry Nenez
- Sophie Noël

### Épisode 19:Mourir un jour ou l'autre
- Thierry Liagre
- Emmanuel De Berc
- July Messean

### Épisode 20:La filière
- Thierry Liagre
- Rody Benghezala
- Maryline Brucy
- Jenny Del Pino
- Bass Dhem
- Philippe Hélies

### Épisode 21:L'amnésique
- Thierry Liagre
- Rody Benghezala
- Cécile Auclert
- Cédric Brenner
- Julie Delafosse
- Jean-Pierre Hébrard

### Épisode 22:La belle et le playboy
- Thierry Liagre
- François Barluet
- Bradley Cole
- Gary Cowan
- Audrey Moore

### Épisode 23:Sarah
- Francis Boulogne
- Patricia Elig
- Carole Fantony

### Épisode 24:Des vacances exceptionnelles
- Thierry Liagre
- Pascal Decolland
- Noëlla Dussart
- Franck Neel
- Frederic Smektala
- Morgan Vasner
- Carlos

### Épisode 25:La rançon
- Thierry Liagre
- Pascal Decolland
- Noëlla Dussart
- Guy-Pierre Mineur
- Franck Neel
- Frédéric Smektala
- Morgan Vasner
- Carlos

### Épisode 26:L'enfant perdu
- Thierry Liagre
- Maureen Allaire
- Jean-Philippe Azema
- Christiane Jean
- CLaire Prévost

### Épisode 27:Double jeu
- Thierry Liagre
- Pat Parisi
- Phil Parisi

### Épisode 28:L'angoisse des profondeurs
- Jacques Brylant
- Emmanuel Karsen
- Benjamin Rolland
- Marie Verdi

### Épisode 29:Amour fou
- Thierry Liagre
- Éric Chimier
- Ève Peyrieux

### Épisode 30:La main dans le sac
- Thierry Liagre
- Nathalie Auffret
- Yves Collignon
- Farid Fedjer
- Christophe Garcia
- Robert Ohniguian
- Marie-Hélène Viau

### Épisode 31:Samouraï
- Franck Neel
- Stéfan sao Nelet
- Masaru Nagaishi
- Tsuyu Shizimu

### Épisode 32:Pirates
- Claude Sésé
- François Cahen
- Malcolm Conrath
- Patrick Godard

### Épisode 33:Le neveu
- Claude Sésé
- Paul-Étienne Bonnet
- Sébastien Haddouk
- Jean-Marc Le Bars
- Tony Librizzi
- Serge Marquand
- François Macherey

### Épisode 34:Main mise
- Claude Sésé
- Jean-Gilles Barbier
- Pascal Decolland
- Doriane Poinot
- Frédéric Witta

### Épisode 35:Une affaire étouffée
- Claude Sésé
- Thierry Bois
- Éric Galliano
- Barbara Lardoeyt

### Épisode 36:Champion
- Claude Sésé
- Agnès Dhaussy
- Pascal Gauchot

### Épisode 37:Lune de miel
- Claude Sésé
- Paul-Étienne Bonnet
- Rody Benghezala
- Karine Belly
- Pierrick Charpentier
- Éric Jansen
- Macha Polikarpova
- Joe Sheridan

### Épisode 38:Accident
- Claude Sésé
- Paul-Étienne Bonnet
- Jonathan Caillat
- Lætitia Gabrielli
- Serge Gisquière
- Olivier Lusse

### Épisode 39:De bien sales draps
- Delphine Chanéac
- Raymond Forestier
- Benoît Gourley
- Samuel Poirier

### Épisode 40:Paradisio
- Claude Sésé
- Éric Dietrich
- Jo Camacho
- Nathalie Massa
- Béatrice Rosenblatt

### Épisode 41:Le magicien
- Claude Sésé
- Gérard Majax
- Valérie Mélignon
- Virginie Pradal

### Épisode 42:La cible
- Claude Sésé
- Mélanie Angélie
- Paul-Étienne Bonnet

### Épisode 43:La rançon sans la gloire
- Paul-Étienne Bonnet
- Marie Chevalier
- Thierry Heckendorn
- Frédéric Smektala

### Épisode 44:Rêve d'enfant
- Claude Sésé
- Éric Dietrich
- Tatiana Docquier
- Philippe Dumond
- Mariana Viktoria Grandt
- Fabien Lucciarini
- Nicolas Tavlitzki

### Épisode 45:Passion dangereuse
- Claude Sésé
- Éric Dietrich
- Serge Demidoff
- Stevan Develde
- Javier Gonzalez-Gavilan
- Lucie Jeanne
- Fabien Remblier

### Épisode 46:Graine de violence
- Claude Sésé
- Éric Dietrich
- Carol Styczen
- Christophe Aquilon
- François Clavier
- Aurore Alleman
- Yoann Bellot

### Épisode 47:Tapis rouge
- Claude Sésé
- Éric Dietrich
- Patrick Guerineau
- Noémie De Lattre
- Didier Cherbuy

### Épisode 48:La puce et les deux cerveaux
- Claude Sésé
- Éric Dietrich
- Luis Ignacio
- Thierry Wermuth
- Jean-François Eono
- Hervé Husson

### Épisode 49:Ça tourne mal
- Claude Sésé
- Éric Dietrich
- Stéphane Grossi
- Bruno Le Millin
- Boris De Mourzitch
- Didier Bravo

### Épisode 50:Poker tueur
- Claude Sésé
- Pascal Decolland
- Alain Delanis
- Delphine Malachard
- Philippe Agael

### Épisode 51:Femmes fatales
- Élisa Sergent
- Fabrice de Villeplée
- Mélanie Guth

### Épisode 52:Le trésor ou la vie
- Éric Dietrich
- Neyla Berthelot
- Marie-Noëlle Eusèbe
- Isabelle Guyrani
- Ricky Tribord

### Épisode 53:Deal mortel
- Thierry Liagre
- Éric Dietrich
- Amar Attia
- Cyril De Lucas
- Guillaume Guichard
- Cheikna Sankare
- Frédéric Tomadin
- Marty Toure